# 러시아 벨라루스 연맹국
러시아 벨라루스 연맹국(-聯盟國, 러시아어: Союзное государство России и Беларуси 소유즈노예 고수다르스트보 로시 이 벨라루시[*], 벨라루스어: Саюзная дзяржава Расіі і Беларусі 사유즈나야 자르자바 라시 이 벨라루시), 약칭 연맹국(聯盟國, 러시아어: Союзное государство 소유즈노예 고수다르스트보[*], 벨라루스어: Саюзная дзяржава 사유즈나야 자르자바)은 러시아와 벨라루스의 국가 연합이다.
1996년 4월 2일에 러시아와 벨라루스의 국가 공동체로 신설되었다. 1997년 4월 2일에 《벨라루스 러시아 연맹 조약》이 체결되면서 국가 연합 체계로 격상되었고 1998년 12월 25일에는 러시아와 벨라루스의 정치, 경제 사회 통합에 관한 협정이 체결되었다.
1999년 12월 8일 러시아의 보리스 옐친 대통령과 벨라루스의 알렉산드르 루카셴코 대통령 사이에 러시아 벨라루스 연맹국 창설 조약이 조인되었다. 1999년 12월 22일 러시아 국가두마가 조약을 비준했고 2000년 1월 26일 벨라루스 의회가 조약을 비준했다. 제안된 국기(國旗)는 붉은 바탕에 2개의 붉은 별을 그려 넣어, 소련의 국기와 매우 유사하다.
각 회원국은 각자의 주권과 국제적 지위를 계속 유지하게 되어 있다. 연맹국 조약에 의해 제약된 경우가 아니라면, 연맹국은 그 자체가 국제기구에서 대표권을 주장하거나 입법 행위 및 회원국 정부의 결정을 뒤집을 수 없다. 이 점에서 이 연맹국은 유럽 연합이나 아프리카 연합과 유사하다. 드미트리 메젠체프가 2021년 3월 19일부로 연맹국의 국가서기를 맡고 있다.

## 관련 사진

러시아 벨라루스 연맹국의 국기로 제안된 기
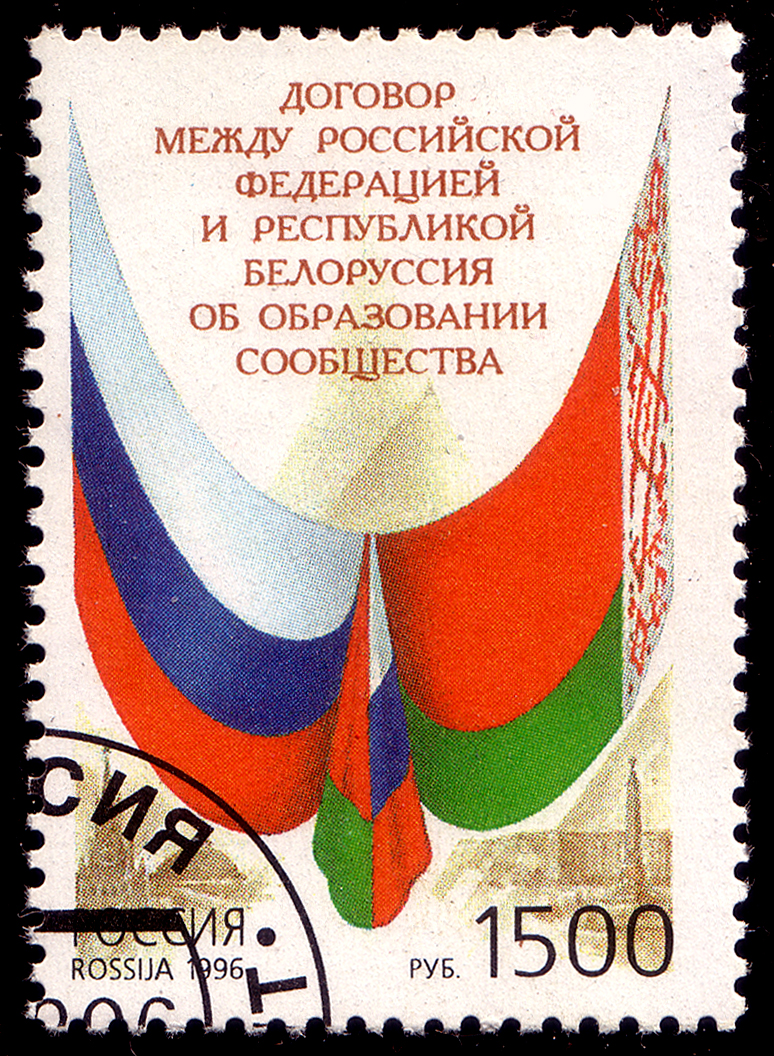
1996년 러시아 벨라루스 연맹국 조약 체결을 기념하기 위해 러시아에서 발행된 우표

## 같이 보기
- 독립국가연합
- 유라시아 경제 공동체
- 유라시아 경제 연합
- 유라시아 연합
- 주권국가연맹